# Álpattanóbogár-félék
Az álpattanóbogár-félék (Cerophytidae) a rovarok (Insecta) osztályában a bogarak (Coleoptera) rendjébe, azon belül a mindenevő bogarak (Polyphaga) alrendjébe tartozó család. Legközelebbi rokonaik a pattanóbogár-félék (Elateridae), amikhez hasonlóan háton fekvő helyzetből egy speciális mechanizmus segítségével fel tudnak ugrani, bár kisebb mértékben, mint rokonaik.

## Elterjedésük
3 nembe sorolt 21 leírt fajuk elterjedési területe a palerarktikus és neotropikus régióra korlátozódik . Magyarországon 1 fajuk fordul elő.

## Megjelenésük, felépítésük
Közepes méretű bogarak hosszuk 6-7,7 mm. Testük felülről enyhén lapított, alulról erősen konvex. Előtoruknál jóval keskenyebb fejük mélyen az előtorba behúzott, homlokuk kiugró. Szemük nagy, erősen kidudorodó. A szemek közt eredő, 11-ízű csápjuk fésűs vagy fűrészes. Előtoruk nem illeszkedik szorosan a szárnyfedőkhöz. A pattanóbogarakkal ellentétben nem rendelkeznek pattanókészülékkel, ennek ellenére képesek hozzájuk hasonló módon felugrani, de a mechanizmus egyelőre tisztázatlan. Szárnyfedőik szélesek, szélük párhuzamos. Lábaik rövidek, karcsúak, lábfejképletük 5-5-5. Nincs combfedőjük. Negyedik lábfejízük lebenyesen kiszélesedett.
A lárváik megjelenése eltér a többi rokon családétól. Fejük kicsi, a szájszervük alsó elhelyezkedésű. Testüket sűrű szőr borítja, a lábaik jól fejlettek, 3 ízűek, szemölcsszerű képletek oldalán erednek.

## Életmódjuk, élőhelyük
Életmódjuk még nem ismert teljesen. Az imágók aktív repülők, leggyakrabban repülőrovar-csapdaákban találják őket. Lárváik gombával átszőtt, korhadt fában fejlődnek, érintetlen erdőségekben.

## Rendszertani felosztásuk
Az Elateroidea sensu stricto rokonsági csoportba tartoznak, legközelebbi rokonaik az merevbogárfélék és a tövisnyakúbogár-félék, akikkel együtt a pattanóbogár-félék testvércsoportját alkotják.
3 nemük közül a Brachycerophytum és a Phytocerum Közép- és Dél-Amerikában, míg a Cerophytum a Palearktikumban terjedt el.
Brachycerophytum (Costa, Vanin, Lawrence & Ide, 2003, 2003)
Brachycerophytum fuscicorne (Bonvouloir, 1870)
Brachycerophytum sinchona (Costa, Vanin, Lawrence and Ide, 2003)
Cerophytum (Latreille, 1834)
Cerophytum convexicolle (LeConte, 1866)
Cerophytum elateroides (Latreille, 1804)
Cerophytum japonicum (Sasaji, 1999
Cerophytum pulsator (Haldeman, 1845)
Phytocerum (Costa, Vanin, Lawrence & Ide, 2003, 2003
Phytocerum alleni (Costa, Vanin, Lawrence and Ide, 2003)
Phytocerum belloi (Costa, Vanin, Lawrence and Ide, 2003)
Phytocerum birai (Costa, Vanin, Lawrence and Ide, 2003)
Phytocerum boliviense (Golbach, 1983)
Phytocerum burakowskii (Costa, Vanin, Lawrence and Ide, 2003)
Phytocerum cayennense (Bonvouloir, 1870)
Phytocerum distinguendum (Soares and Peracchi, 1964)
Phytocerum golbachi (Costa, Vanin, Lawrence and Ide, 2003)
Phytocerum ingens (Costa, Vanin, Lawrence and Ide, 2003)
Phytocerum inpa (Costa, Vanin, Lawrence and Ide, 2003)
Phytocerum minutum (Golbach, 1983)
Phytocerum serraticorne (Costa, Vanin, Lawrence and Ide, 2003)
Phytocerum simonkai (Costa, Vanin, Lawrence and Ide, 2003)
Phytocerum trinidadense (Golbach, 1983)
Phytocerum zikani (Soares and Peracchi, 1964)

## Magyarországon előforduló fajok
- Európai álpattanóbogár (Cerophytum elateroides) (Latreille, 1834)

## Fordítás
- Ez a szócikk részben vagy egészben  a   Cerophytidae című norvég Wikipédia-szócikk fordításán alapul.  Az eredeti cikk szerkesztőit annak laptörténete sorolja fel. Ez a jelzés csupán a megfogalmazás eredetét és a szerzői jogokat jelzi, nem szolgál a cikkben szereplő információk forrásmegjelöléseként.